# Demon Speeding
Demon Speeding è un singolo del cantante e regista statunitense Rob Zombie, pubblicato nel 2002 ed estratto dall'album The Sinister Urge.

## Tracce
- 7"

1. Demon Speeding – 3:43
2. House of 1000 Corpses – 6:26

## Crediti
- Rob Zombie - voce, testo, produzione, direzione artistica
- Tom Baker - mastering
- Scott Humphrey - produzione, programmazioni, missaggio
- Blasko - basso
- Riggs - chitarra
- Tempesta - batteria